# Чеботарьов Володимир Володимирович (Герой Радянського Союзу)
Володи́мир Володи́мирович Чеботарьо́в (нар. 1917 — пом. 1991)  — радянський військовик часів Другої світової війни, командир взводу 993-го стрілецького полку 263-ї стрілецької дивізії (51-а армія, 4-й Український фронт), лейтенант. Герой Радянського Союзу (1945).

## Життєпис
Народився 24 січня 1917 року в селі Чорна Поляна Усть-Медведицького округу області Війська Донського Російської імперії (нині — Фроловського району Волгоградської області РФ) в селянській родині. Росіянин. Закінчив 6 класів. Працював у колгоспі, в МТС.
До лав РСЧА призваний Ворошиловоградським РВК у 1938 році. Того ж року закінчив курси молодших лейтенантів. Брав участь у радянсько-фінській війні 1939—1940 років.
Учасник німецько-радянської війни з 1941 року. Воював на Південному та 4-у Українському фронтах. Двічі був поранений.
Особливо командир взвода 1-ї стрілецької роти 993-го стрілецького полку 263-ї стрілецької дивізії лейтенант В. В. Чеботарьов відзначився під час штурму Сапун-гори 9 травня 1944 року. Після того, як вибув зі строю командир роти, він перебрав командування на себе. Разом з сімома бійцями висунувся вперед і блокував 5 ДОТів супротивника, а потім з трьома бійцями дістався вершини Сапун-гори і блокував ще 1 ДОТ. Будучи пораненим, не полишив поле бою, продовжував командувати ротою, першим увірвався в ДОТ і знищив його гарнізон у кількості 10 осіб. Лише коли піхота пішла вперед, за наказом командування, залишив поле бою.
Після лікування у шпиталі на фронт більше не повернувся. Демобілізований у 1945 році. Мешкав у місті Донецьку, працював завідувачем магазину № 7 промторгу. Лише у 1962 році отримав золоту зірку Героя Радянського Союзу. Згодом до виходу на пенсію очолював шахту імені Максима Горького.
Помер 2 серпня 1991 року.

## Нагороди
Указом Президії Верховної Ради СРСР від 24 березня 1945 року «за зразкове виконання бойових завдань командування на фронті боротьби з німецькими загарбниками та виявлені при цьому відвагу і героїзм», лейтенантові Чеботарьову Володимиру Володимировичу присвоєне звання Героя Радянського Союзу з врученням ордена Леніна і медалі «Золота Зірка» (№ 10844).
Також нагороджений орденом Вітчизняної війни 1-го ступеня (11.03.1985) і медалями.